# Ma super ex
Pour plus de détails, voir Fiche technique et Distribution.
Ma super ex ou Ma super ex-copine au Québec (My Super Ex-Girlfriend) est un film américain réalisé par Ivan Reitman et sorti en 2006.

## Synopsis
Matthew Saunders (Luke Wilson) est employé dans un bureau d'études. Secrètement amoureux de sa collègue Hannah (Anna Faris), il n'a aucune vie sentimentale et finit par laisser son ami Vaughn (Rainn Wilson) le convaincre d'aborder une femme apparemment aussi timide que lui dans le métro. Cette jeune femme se fait alors voler son sac, et il poursuit le voleur et finit par récupérer les biens de Jenny (Uma Thurman). Cette dernière est très touchée par le geste et entame rapidement une relation avec Matt, à qui elle révèle son secret : elle n'est autre que G-Girl, une super-héroïne aux pouvoirs sans limites. Matt ne tarde pas à découvrir que Jenny, qui est impulsive et jalouse, lui fait peur. Il réalise aussi que c'est d'Hannah qu'il est amoureux. Lorsqu'il quitte Jenny, Matt affronte alors la vengeance de son ancienne petite amie, et craint pour sa vie autant que pour celle d'Hannah. C'est alors qu'il est contacté par le Professor Bedlam (Eddie Izzard), un super-vilain ennemi de G-Girl, qui connaît le moyen de priver l'héroïne de ses pouvoirs fantastiques.

## Fiche technique
Sauf indication contraire, les informations mentionnées dans cette section peuvent être confirmées par la base de données cinématographiques IMDb,  présente dans la section « Liens externes ».
- Titre français : Ma super ex
- Titre québécois : Ma super ex-copine
- Titre original : My Super Ex-Girlfriend
- Réalisation : Ivan Reitman
- Scénario : Don Payne
- Musique : Teddy Castellucci
- Décors : Jane Musky
- Photographie : Don Burgess
- Montage :  Wendy Greene Bricmont et Sheldon Kahn
- Direction artistique : Patricia Woodbridge
- Production : Bill Carrao
- Sociétés de production : Regency Enterprises et Pariah
- Distribution : 20th Century Fox (États-Unis, France)
- Pays de production :  États-Unis
- Budget : 30 millions de dollars[1]
- Langue originale : anglais
- Genres : comédie romantique, science-fiction, super-héros
- Durée : 97 minutes
- Dates de sortie[2] : 
  - États-Unis : 21 juillet 2006
  - France : 10 septembre 2006 (Festival du cinéma américain de Deauville - film de clôture)
  - France : 13 septembre 2006
  - Belgique : 20 septembre 2006

## Distribution
Légende : Version Française = VF[réf. nécessaire] et Version Québécoise = VQ
- Uma Thurman (VF : Odile Cohen ; VQ : Nathalie Coupal) : Jenny Johnson / G-Girl
- Luke Wilson (VF : Philippe Valmont ; VQ : Antoine Durand) : Matthew Saunders
- Anna Faris (VF : Barbara Villesange ; VQ : Violette Chauveau) : Hannah Lewis
- Rainn Wilson (VF : Daniel Lafourcade ; VQ : Patrick Chouinard) : Vaughn Haige
- Eddie Izzard (VF : Sylvain Lemarié ; VQ : Benoit Éthier) : le professeur Barry Bedlam
- Stelio Savante : Leo
- Mike Iorio : Lenny
- Mark Consuelos : Steve
- Wanda Sykes (VF : Solal Valentin ; VQ : Christine Séguin) : Carla Dunkirk
- Margaret Anne Florence : la barmaid
- Catherine Reitman : la présentatrice du journal télévisé
- Tara Thompson : Jenny jeune
- Kevin Townley : Barry Bedlam, jeune
- Eva Veronika : la vieille dame
- Lawrence Feeney : le type effrayant

## Production
Le tournage a lieu d'octobre 2005 à janvier 2006. Il se déroule dans l'État de New York, notamment à New York (Astoria, Forest Hills, Madison Square Park, Steiner Studios) et Port Chester.

## Accueil

### Critique
Le film reçoit des critiques mitigées. Sur l'agrégateur américain Rotten Tomatoes, il récolte 40% d'opinions favorables pour 131 critiques et une note moyenne de 5,1⁄10. Le consensus suivant résume les critiques compilées par le site : « Ma super ex est une parodie sporadiquement amusante sur le genre des super-héros qui manque la cible avec une nerd devenue super-femme qui incarne des clichés sexistes ». Sur Metacritic, il obtient une note moyenne de 50⁄100 pour 28 critiques.
En France, le film obtient une note moyenne de 2,7⁄5 sur le site AlloCiné, qui recense 17 titres de presse.

### Box-office
Le film ne rencontre pas un immense succès au box-office.
| Pays ou région    | Box-office      | Date d'arrêt du box-office | Nombre de semaines |
| ----------------- | --------------- | -------------------------- | ------------------ |
| États-Unis Canada | 22 530 295 $    | 12 octobre 2006            | 12                 |
| France            | 397 574 entrées |                            | -                  |
| Total mondial     | 61 108 981 $    | -                          | -                  |

## Clin d’œil
Jenny Johnson a un nom et un prénom avec la même initiale, comme de nom des alter-ego de nombreux personnages de comics Marvel et DC : Peter Parker (Spider-Man), Stephen Strange (Dr Strange), Scott Summer (Cyclope), Curtis Connors (le lézard), Matt Murdock (Daredevil), Susan Storm et Reed Richards (Quatre Fantastiques), Bruce Banner (Hulk), Lois Lane, Lex Luthor, Wade Wilson (Deadpool), Wally West...